# Marko Koprtla
Marko Koprtla (Gradište kraj Županje, 25. svibnja 1929.) bio je hrvatski političar. Obnašao je dužnosti u lokalnoj i republičkoj upravi. Bio je jednim od hrvatskih proljećara. 

## Životopis
U Vukovaru je bio predsjednikom općinske skupštine od 1961. do 1966. godine. Nakon toga bio je članom izvršnog odbora (izvršnog komiteta) središnjeg odbora (centralnog komiteta) SKH. Poslije je predsjedavao komisijom središnjeg odbora SKH koja je bila za pitanja općenarodne obrane. Dužnost je obnašao do 1971. godine.
Hrvatsko je proljeće nasilno prekinuto 30. studenog i 1. prosinca 1971. na sjednici Izvršnog komiteta SKH u Karađorđevu, te 1. i 2. prosinca iste godine na 21. sjednici CK SKJ. Ostavku je nakon te sjednice podnio Marko Koprtla te Savka Dabčević-Kučar, Miloš Žanko, Miko Tripalo, Pero Pirker i Janko Bobetko. Nakon toga uklonjen je sa svih dužnosti.

## Vanjske poveznice
- Večernji list  Arhivirana inačica izvorne stranice od 18. ožujka 2013. (Wayback Machine)